# Siracusa Calcio 1924
El Siracusa Calcio 1924 es un club de fútbol de Italia, con sede en Siracusa, en la región de Sicilia. Fue fundado en 1924 y refundado en varias oportunidades. Compite en la Serie C, tercera categoría del fútbol italiano.

## Historia

### Fundación y Primeros años (1924-1946)
La historia señala que antes de 1924, cuando el fútbol nació oficialmente en la ciudad de Arquímedes, no fueron los primeros en el fútbol de formación aretusee; es el caso de "Ortigia 1907 y el Sporting Club de Santa Lucía, club fundado en 1922 por el marinero José Barcia Siracusa en honor de Santa Patrona aretusea para que pueda proporcionar más apoyo al equipo, cuya existencia fue breve, ya que fue disuelto un año después de su fundación. Mientras tanto, en una calle de la ciudad que hizo otro de fútbol, toda la realidad de barrio que dio a luz a menudo los torneos de aficionados en la calle. Entre ellos, sólo dos equipos fueron capaces de salir, estos son los azules dell'Esperia (distrito de Ortigia) y el amarillo inmejorable (Rione Santa Lucía), dividido por una gran rivalidad y el mutuo acuerdo para ser el más fuerte en la ciudad.

### Presente
Al terminar la temporada 2011/12 fueron excluidos de los torneos de fútbol por parte de la Federación Italiana de Fútbol debido a problemas fianacieros, aunque luego fue reubicado en la Terza Categoria, lo que equivale a la octava división del fútbol italiano. En 2013 el Siracusa se fundió con el AC Palazzolo, club de la Eccellenza Sicilia. En las temporadas 2014-2015 y 2015-2016 ganó los campeonatos de Eccellenza y Serie D llegando a la Lega Pro. En 2016 cambia su nombre en Siracusa Calcio.
En 2019 fu exluido de la Serie C por no inscribirse en el torneo correspondiente. En agosto fue fundado un nuevo equipo, la Associazione Sportiva Dilettantistica Siracusa, que se inscribió en el torneo de Promozione Sicilia.

## Palmarés

### Torneos interregionales
- Copa Italia Serie C (1): 1978-79
- Serie D (3): 1970-71 (Grupo I), 2008-09 (Grupo I), 2015-16 (Grupo I)

### Torneos regionales
- Prima Divisione Sicilia (1): 1937-38 (Grupo B)
- Seconda Divisione Sicilia (2): 1924-25 (Grupo A), 1925-26
- Eccellenza Sicilia (2): 1997-98 (Grupo B), 2014-15 (Grupo B)
- Promozione Sicilia (1): 2019-20 (Grupo D)
- Copa Italia de Aficionados Sicilia (1): 1997-98